# Hindu füleskuvik
A hindu füleskuvik (Otus bakkamoena) a madarak (Aves) osztályának a bagolyalakúak (Strigiformes) rendjéhez, ezen belül a bagolyfélék (Strigidae) családjához tartozó faj.

## Rendszerezése
A fajt Thomas Pennant walesi zoológus írta le 1769-ben.

## Alfajai
- Otus bakkamoena deserticolor (Ticehurst, 1922) - Irán déli része és Pakisztán déli része
- Otus bakkamoena gangeticus (Ticehurst, 1922) - India északnyugati része és Nepál
- Otus bakkamoena marathae (Ticehurst, 19229 - India középső része
- Otus bakkamoena bakkamoena (Pennant, 1769) - India déli része és Srí Lanka [2]

## Előfordulása
Dél-Ázsiában, India, Irán, Nepál, Pakisztán és Srí Lanka területén honos. Természetes élőhelyei a szubtrópusi és trópusi száraz erdők, síkvidéki és hegyi esőerdők, valamint ültetvények, vidéki kertek és városi régiók. Magassági vonuló.

## Megjelenése
Testhossza 23-25 centiméter, testtömege 125-150 gramm.
|  |

## Természetvédelmi helyzete
Az elterjedési területe rendkívül nagy, egyedszáma pedig stabil. A Természetvédelmi Világszövetség Vörös listáján nem fenyegetett fajként szerepel.

## További információ
- Képek az interneten a fajról
- Xeno-canto.org - a faj hangja és elterjedési területe